# Тайната на Келската книга
„Тайната на Келската книга“ (на английски: The Secret of Kells) е френско-белгийско-ирландски детски анимационен филм от 2009 г. Сценарият е написан от Фабрис Зиолковски, а режисьори са Том Мур и Нора Туоми. Премиерата е на 30 януари 2009 г. на кинофестивала в Жерарме. Филмът излиза по кината в Белгия и Франция на 11 февруари 2009 г., а в Ирландия на 3 март 2009 г. В България „Тайната на Келската книга“ е показан на 14 ноември 2010 г. в рамките на Киномания 2010.
В центъра на сюжета е послушник в манастир в опустошаваната от викинги средновековна Ирландия, което трябва да наруши реда в манастира и да се сблъска с древно езическо божество, за да завърши работата по мистичен илюстрован ръкопис.

## Награди и номинации
| Категория                                        | Номиниран(и)                             | Резултат               |
| Оскар (7 март 2010 г.)                           | Оскар (7 март 2010 г.)                   | Оскар (7 март 2010 г.) |
| ------------------------------------------------ | ---------------------------------------- | ---------------------- |
| Най-добър пълнометражен анимационен филм         | Най-добър пълнометражен анимационен филм | номинация              |
| Ани (6 февруари 2010 г.)                         |                                          |                        |
| Най-добър пълнометражен анимационен филм         | Най-добър пълнометражен анимационен филм | номинация              |
| Европейски филмови награди (12 декември 2009 г.) |                                          |                        |
| Най-добър пълнометражен анимационен филм         | Най-добър пълнометражен анимационен филм | номинация              |